# Lauryn Hill
Lauryn Noelle Hill (sinh ngày 26 tháng 5 năm 1975) là một ca sĩ, nhạc sĩ, rapper, nhà sản xuất âm nhạc và diễn viên người Mỹ. Bà thường được ghi nhận là nữ rapper tiên phong, giúp phổ biến thể loại rap melodic và đưa dòng nhạc neo soul đến với khán giả đại chúng. Ngoài việc được NPR vinh danh là một trong 50 giọng ca vĩ đại nhất, Hill còn được Rolling Stone xếp vào danh sách 200 ca sĩ vĩ đại nhất. Năm 2015, bà được Billboard vinh danh là rapper nữ vĩ đại nhất. Các giải thưởng khác của bà bao gồm tám giải Grammy — con số nhiều nhất của một nữ rapper.
Hill khởi nghiệp là một diễn viên, góp mặt trong loạt phim dài tập As the World Turns (1991) và đóng vai chính trong vở kịch Club XII cùng MC Lyte. Vai diễn Rita của bà trong Sister Act 2: Back in the Habit (1993) được đánh giá cao. Hill sau đó nổi tiếng với tư cách là giọng ca chính của bộ ba hip hop Fugees, thành lập vào năm 1990 cùng với các nhạc sĩ Wyclef Jean and Pras. Album thứ hai của nhóm, The Score (1996), đạt vị trí quán quân trên Billboard 200 và giúp bà trở thành người phụ nữ đầu tiên giành giải Grammy cho Album rap hay nhất. Album bao gồm các đĩa đơn ăn khách "Killing Me Softly with His Song", "Fu-Gee-La" và "Ready or Not". Bà là giọng ca khách mời trong đĩa đơn năm 1996 của Nas, "If I Ruled the World (Imagine That)". Sau khi Fugees tan rã vào năm tiếp đó, Hill đã viết, sản xuất và đạo diễn video âm nhạc cho đĩa đơn "A Rose Is Still a Rose" của Aretha Franklin, và đồng sản xuất cho album My Love Is Your Love (1997) của Whitney Houston.
Album đơn ca đầu tay của bà, The Miseducation of Lauryn Hill (1998), được giới phê bình đánh giá cao. Album này đã giúp Hill trở thành rapper nữ đầu tiên ra mắt ở vị trí quán quân trên Billboard 200 và nhận chứng nhận đĩa Kim cương từ Hiệp hội Công nghiệp Ghi âm Hoa Kỳ (RIAA). Đây vẫn là một trong những album bán chạy nhất trên toàn cầu và dẫn đầu trong danh sách 100 Album Hay nhất của Apple Music. Đĩa đơn đầu tiên, "Doo Wop (That Thing)", ra mắt ở vị trí quán quân trên Billboard Hot 100 và được RIAA liệt kê là một trong những Bài hát của Thế kỷ. Các đĩa đơn tiếp theo, "Ex-Factor" và "Everything Is Everything" đều lọt vào top 40 trên Hot 100. Tại Giải Grammy lần thứ 41, bà lập kỷ lục về số đề cử nhiều nhất trong một đêm cho một nữ nghệ sĩ và trở thành rapper đầu tiên giành được giải Album của năm.
Năm 1999, Hill trở thành rapper đầu tiên xuất hiện trên trang bìa của tạp chí Time , nhận Giải thưởng của Tổng thống từ NAACP cho công việc nhân đạo của mình, và phát hành bản song song ca với Bob Marley "Turn Your Lights Down Low". Ngoài ra, bà sản xuất và sáng tác đĩa đơn "All That I Can Say" của Mary J. Blige. Bà đồng sản xuất trong album Supernatural (1999) của Santana và mang về giải Grammy thứ hai liên tiếp cho Album của năm. Album live với các bài hát mới, MTV Unplugged No. 2.0 (2002), đạt vị trí top 5 trên Billboard 200 và được RIAA chứng nhận Bạch kim. Sau cùng, Hill biến mất trước công chúng và chỉ phát hành các bài hát như "Black Rage (Sketch)" và "Nobody". Năm 2023, Hill đồng sáng tác đĩa đơn "Praise Jah in the Moonlight" cho con trai mình là YG Marley.
Kể từ những năm 2000, âm nhạc của bà đã được nhiều nghệ sĩ sử dụng sample, trong khi Hill được ghi danh vào Viện thu âm quốc gia bởi Thư viện Quốc hội, Đại sảnh Danh vọng Grammy và Đại lộ Danh vọng Âm nhạc & Giải trí Da màu.